# Герб Інгушетії

Герб Республіки Інгушетія

Герб Республіки Інгушетія є державним символом Республіки Інгушетія. Прийнятий Парламентом Республіки 26 серпня 1994 року. Зареєстрований за № 107 у Геральдичному реєстрі РФ. 

## Опис
Державний герб Республіки Інгушетія є колом, у центрі якого зображений орел з розпростертими крилами, — символ шляхетності й мужності, мудрості й вірності. 

У центрі герба по вертикальній осі на тлі Кавказьких гір розташована бойова вежа, що символізує древню й молоду Інгушетію. 

У лівій стороні від вежі зображена Столова гора ("Маьт лоам"), у правій гора Казбек ("Башлоам"). Над горами й вежею зображене півколо Сонця, що перебуває в зеніті, від якого виходить додолу сім прямих променів. У нижній частині малого кола зображений солярний знак, що символізує вічний рух Сонця й Землі, взаємозв'язок і нескінченність усього сущого. Дугоподібні промені солярного знака повернені проти руху годинникової стрілки. 

Між більшим і малим колами напис: угорі — "Республіка Інгушетія", унизу — "ГІалгІай Мохк". 

### Тлумачення символіки
Державний герб Республіки Інгушетія виконується в п'яти кольорах: білому, блакитному, зеленому, червоному й золотаво-жовтому. 
- Білий колір символізує чистоту помислів і дій, характерних народу Інгушетії;
- Блакитний колір — символ неба, космосу;
- Зелений колір персоніфікує природу, достаток і родючість землі Інгушетії, а також — це символ ісламу;
- Червоний колір — це символ багатовікової боротьби інгуського народу за виживання;
- Жовтий колір — колір Сонця, даруючого життя людині й природі.